# Grupo de Ejércitos Curlandia
El Grupo de Ejércitos Curlandia (en alemán: Heeresgruppe Kurland) fue un grupo de ejércitos del Heer alemán en los últimos meses de la Segunda Guerra Mundial en el frente oriental, creado a partir de los remanentes del Grupo de Ejércitos Norte que habían quedado aislados en la península de Curlandia, actual territorio de Letonia, como resultado del avance soviético durante la Ofensiva del Báltico. 
Constituyó una de las últimas unidades militares alemanas que se rindió, llegando incluso a rendirse algunos grupos después del Día de la Victoria. Entre el 9 y el 12 de mayo de 1945, en la Bolsa de Curlandia fueron hechos prisioneros 189 000 soldados alemanes, letones y estonios, entre los que se incluían 42 generales y otros 5083 oficiales.

## Historial

### Orígenes
Al ser inviable la evacuación de tropas alemanas desde Curlandia, Hitler exigió al OKH mantener dichas fuerzas estacionadas en Letonia para proteger el tránsito naval alemán en el Báltico y distraer a las tropas del Ejército Rojo que amenazaban ya Prusia Oriental desde agosto de 1944. Otra preocupación táctica de Hitler era conservar puertos bálticos para las unidades de la Kriegsmarine alemana, aunque ello suponía mantener a muchas unidades militares cercadas en Curlandia y físicamente aisladas del resto de la Europa bajo control nazi. Las tropas del Grupo de Ejércitos Norte del Heer quedaron aisladas del resto de los territorios bajo dominio nazi desde el 10 de octubre de 1944, cuando tropas del Ejército Rojo alcanzaron el Báltico cerca del puerto lituano de Klaipeda (Mémel en alemán) tras la Batalla de Memel. Sin posibilidades de romper las líneas soviéticas y sin alternativas de ser rescatadas por una contraofensiva alemana, las fuerzas del Grupo de Ejércitos Norte tomaron posiciones defensivas en la península letona de Curlandia.

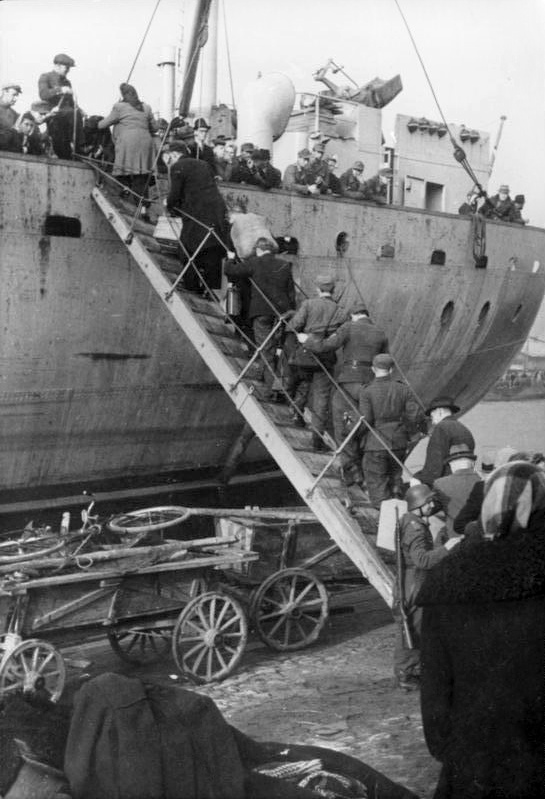
Evacuación de civiles alemanes en Ventspils el 19 de octubre de 1944.

Para entonces las fuerzas alemanas cercadas sumaban cerca de 200.000 hombres, distribuidos en unas 26 divisiones que habían combatido a lo largo de la guerra en la zona más septentrional del frente oriental. Algunos batallones fueron evacuados por vía marítima, pero otros muchos permaneceron en Curlandia por orden expresa de Hitler, ansioso de mantener bases navales en el Báltico para operaciones de navíos y submarinos. Se considera que aún Hitler, esperando un cambio drástico en la situación militar de Alemania, confiaba en que la Kriegsmarine podría desarrollar nuevas armas que le permitieran ganar la Batalla del Atlántico contra EE. UU. y Gran Bretaña, para lo cual era preciso conservar en poder alemán los puertos letones (fuera del alcance de bombardeos de la RAF). Además, esperaba que la propia Curlandia sirviera como "punto de partida" en una hipotética nueva ofensiva contra la URSS.

### Cerco en Curlandia
Las tropas cercadas en Curlandia libraron duros combates contra el Ejército Rojo, a pesar de que los esfuerzos bélicos de la Stavka soviética estaban más concentrados en el territorio alemán propiamente dicho. Pese a esto, los mandos soviéticos consideraban preciso eliminar la resistencia alemana en Curlandia y las fuerzas del "Frente de Leningrado", para lo cual se lanzaron ofensivas desde inicios de octubre de 1944 hasta el 4 de abril de 1945.
El Grupo de Ejércitos Curlandia recibió este nombre el 25 de enero de 1945, cuando Hitler impuso al OKH una reorganización de sus denominaciones en concordancia con la nueva situación militar donde el Tercer Reich había pasado a la defensiva. Las tropas alemanas cercadas en Curlandia comprendían el XVIII Ejército y el XVI Ejército del Heer, incluyendo numerosos tanques, aviones de combate, cañones y ametralladoras, aunque cercados por tropas muy superiores en número del "Frente de Leningrado", mandado por el mariscal soviético Leonid Góvorov y que comprendía más de treinta divisiones. Las tropas alemanas también contaban con unidades nórdicas de las Waffen-SS, incluyendo la 19.ª División de Granaderos SS (Letona N.º2).
Los avances soviéticos en la Prusia Oriental y las presiones que afrontaba la Wehrmacht para la defensa de Pomerania y Brandeburgo redujeron muchísimo las opciones del Grupo de Ejércitos Curlandia para restablecer contacto terrestre con el resto de la Wehrmacht debido a que el frente de combate se hallaba cada vez más y más lejos de sus líneas. A la vez, la orden de Hitler para mantener posiciones defensivas a cualquier precio hizo inviable todo intento del Grupo de Ejércitos Curlandia para romper las líneas soviéticas y reintegrarse al resto de las fuerzas alemanas. Lo cierto es que los soviéticos tampoco hicieron serios intentos de destruir al Grupo de Ejércitos, pues no tenían capacidad para lanzar una ofensiva importante contra sus líneas, y se limitaron a esperar su rendición. El Grupo de Ejércitos Curlandia existió hasta el 9 de mayo de 1945, cuando recibió la orden de rendirse a los soviéticos tras la capitulación incondicional del Tercer Reich.

### El final

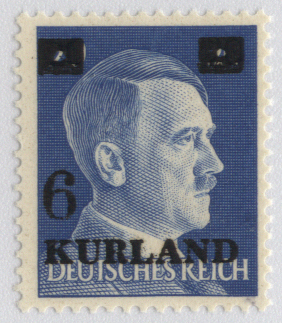
Estampilla usada por las tropas alemanas en Curlandia, 1945.

Hasta el 9 de mayo de 1945 las fuerzas alemanas atrapadas en Curlandia habían logrado resistir a las ofensivas soviéticas, contando con apoyo de algunas tropas de las Waffen-SS formadas por nacionalistas letones. El día de la capitulación las tropas en Curlandia debieron adherirse a la rendición general, cuando sumaban cerca de 145.000 combatientes en total, junto a un copioso botín de guerra: 307 tanques, 219 vehículos blindados, 75 aviones, unas 1.400 piezas de artillería, 557 morteros, 3.879 ametralladoras, 310 estaciones de radio, 4.281 vehículos a motor, 240 tractores y 14.056 caballos. Ello da idea del gran poder que poseía la formación militar y que (por órdenes de Hitler) había quedado aislada de la lucha principal.
El 11 de mayo el Grupo de Ejércitos Curlandia fue disuelto y aunque algunos de sus integrantes pudieron huir en varias embarcaciones hacia Suecia, la mayoría de los soldados y oficiales alemanes quedaron como prisioneros del Ejército Rojo y fueron enviados a Siberia, mientras que las unidades letonas se desbandaron para convertirse en guerrillas antisoviéticas bálticas.

## Mandos

### Comandantes
| N.º | Retrato | Comandante                                         | Desde               | Hasta               |
| --- | ------- | -------------------------------------------------- | ------------------- | ------------------- |
| 1   |         | Generaloberst Lothar Rendulic (1887-1971)          | 15 de enero de 1945 | 27 de enero de 1945 |
| 2   |         | Generaloberst Heinrich von Vietinghoff (1887-1952) | 27 de enero de 1945 | 10 de marzo de 1945 |
| 3   |         | Generaloberst Lothar Rendulic (1887-1971)          | 10 de marzo de 1945 | 25 de marzo de 1945 |
| 4   |         | Generaloberst Carl Hilpert (1888-1947)             | 25 de marzo de 1945 | 8 de mayo de 1945   |

Durante el mando de Carl Hilpert el Grupo de Ejércitos se rindió a los soviéticos con la derrota total de la Alemania nazi.

### Jefes de Estado Mayor
- Teniente General Friedrich Foertsch, el único Jefe de Estado Mayor que hubo dada la corta existencia del Grupo de Ejércitos.